# Befana

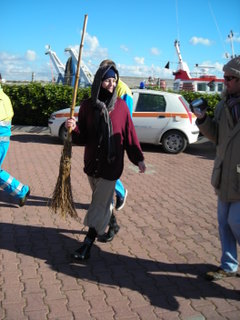
Befana en Campomarino di Maruggio (Italia).

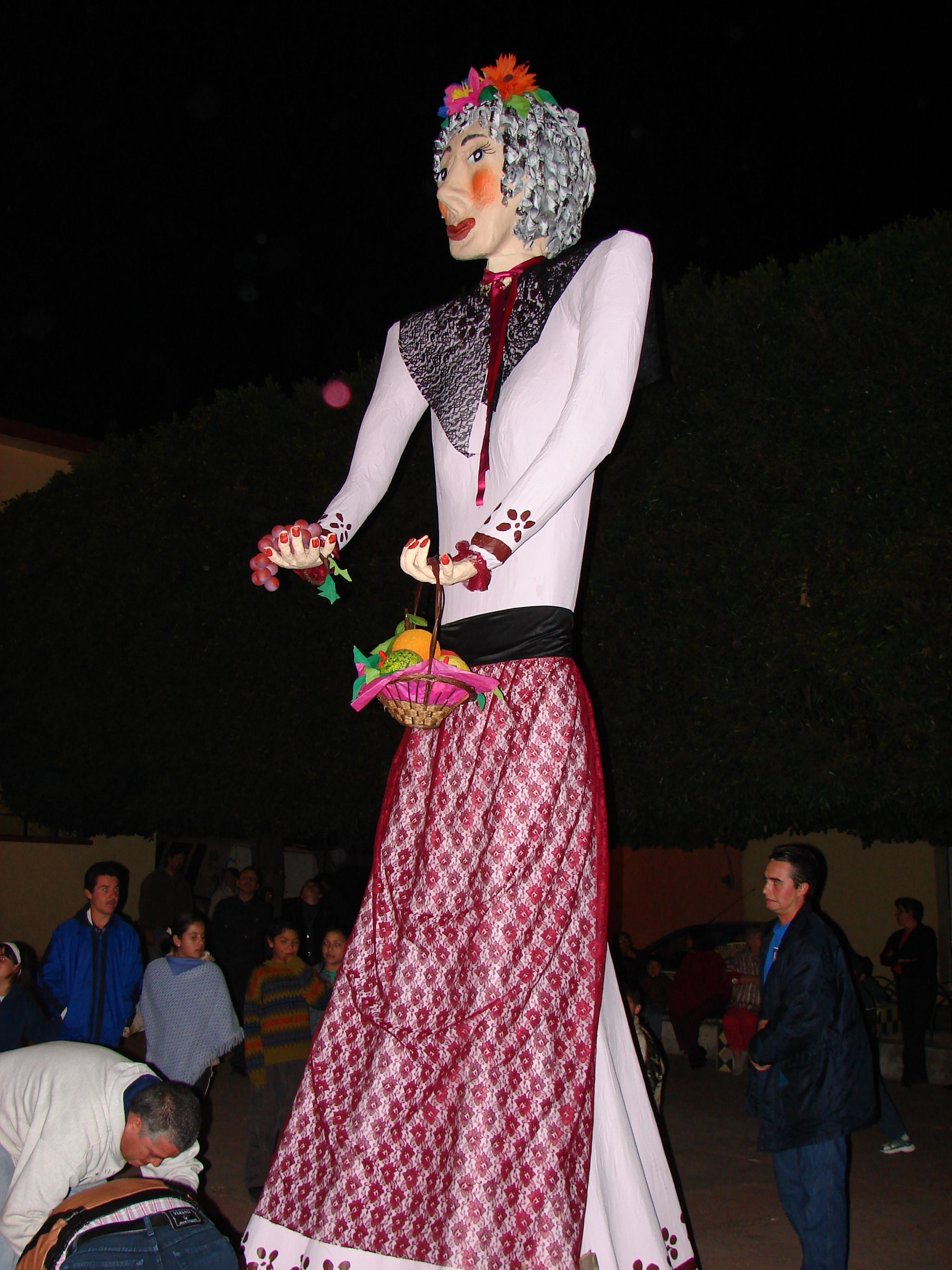
Befana en la localidad de inmigrantes italianos de Chipilo (México).

La Befana es una  figura típica del folclore italiano. Su nombre deriva de la palabra epifanía, cuya festividad religiosa está unida a la figura de la Befana. Pertenece por tanto a las figuras folclóricas repartidoras de regalos vinculadas a las festividades navideñas.

## Leyenda
Según el cuento popular, los Reyes Magos, de camino a Belén para llevar sus presentes al Niño Jesús, al no conseguir encontrar el camino correcto, pidieron ayuda a una anciana que los atendió y les regaló dulces. Entonces ellos pidieron que los acompañara en la búsqueda del niño Jesús. A pesar de la insistencia de estos para que les siguiese en su visita al pequeño, la mujer no salió de casa para acompañarlos. Más tarde, al arrepentirse de no haber ido con ellos, y tras preparar un cesto con dulces, salió de casa y se puso a buscarlos, sin conseguirlo. De esta forma se paró en cada casa que encontraba a lo largo del camino, dando dulces a las criaturas que encontraba, con la esperanza de que alguno de ellos fuese el pequeño Jesús. Desde entonces vagaría por el mundo haciendo regalos a los niños para hacerse perdonar.
La Befana visita a las criaturas la noche anterior a la epifanía (6 de enero) para rellenar los calcetines, colgados a tal fin por ellas esa noche. Si se han portado bien, les deja caramelos y chocolates, en cambio si se han portado mal, les dejará carbón (formado en realidad por dulces de color y forma parecida al carbón).
A menudo la Befana es descrita como una anciana, que vuela sobre una escoba o incluso como una bruja clásica, con su gorro cónico, escoba y verrugas en la nariz. A diferencia de una bruja suele estar sonriente y tiene una bolsa o un saco lleno de dulces y regalos, pero también de carbón. La Befana se ha convertido, incluso, en un referente temporal en la expresión italiana: va a llegar hasta Befana.

## Origen
La fiesta de la Befana puede derivar de antiguos elementos folclóricos pre-cristianos, adoptados y adaptados por la tradición cristiana. El origen de esta figura probablemente se puede vincular con tradiciones agrarias paganas relacionadas con el comienzo del año. En este sentido la característica de anciana tendría relación con el año que termina, ya preparado para ser quemado para «renacer» como año nuevo. En muchos países europeos, de hecho, existía la tradición de quemar muñecos, vestidos con ropas raídas, en el comienzo del año (ver por ejemplo la Giubiana). Desde este punto de vista el uso de los regalos asumiría el valor de propiciar el año nuevo.
Una hipótesis sugerente es la que vincula la Befana con una fiesta romana, que se desarrollaba al comienzo del año en honor de Jano (dios de las puertas) y de Strenia (de la que deriva el término «estreno»), durante la cual se intercambiaban regalos.
Existe otra teoría, que relaciona el origen de la Befana con la mitología germánica y la creencia de Perchta y Holda, que simbolizan la naturaleza en invierno.